# 데이터 회선 종단 장치

DCE와 DCE 네트워크

데이터 회선 종단 장비(DCE)는 DTE와 DTC (데이터 전송 회선) 사이에 위치한 장치이다. 이것은 또한 데이터 통신 장비 (Data Communication Equipment)와 데이터 캐리어 장비 (Data Carrier Equipment)라 불리기도 한다.
데이터 단말에서, DCE는 신호 변환, 코딩, 그리고 Line Clocking 같은 기능을 수행하고, DTE의 파트이거나, 중간 장비이다. 인터페이싱 장비는 DTE와 전송 회선 또는 채널을 상호 연결하는 것이 요구된다.
이 용어는 RS-232와 함께 사용되는 것이 일반적인 것에도 불구하고, 여러 데이터 통신 표준은 DCE와 DTE간 인터페이스의 다른 종류들을 정의한다. DCE는 이들 표준에서 DTE장비와 통신하는 장비이다. 이 명명법을 사용하는 표준들은 다음을 포함한다:
- 연방 표준 1037C, MIL-STD-188
- RS-232
- Certain ITU-T standards in the V series (notably V.24 and V.35)
- Certain ITU-T standards in the X series (notably X.21 and X.25)

양쪽이 모두 DTE또는 DCE인 두 장비를 모뎀 또는 유사 미디어 전송장비 없이 연결할때, 일반적으로 Ethernet을 위해 Crossover Cable을, RS-232를 위해 Null Modem 같은 종류가 사용되어야 한다.

## 같이 보기
- 데이터 단말 장치 (DTE)